# ایگل سیتی (اکلاهما)
ایگل سیتی (به انگلیسی: Eagle City) یک منطقهٔ مسکونی در ایالات متحده آمریکا است که در شهرستان بلین، اکلاهما واقع شده‌است.